# KV34

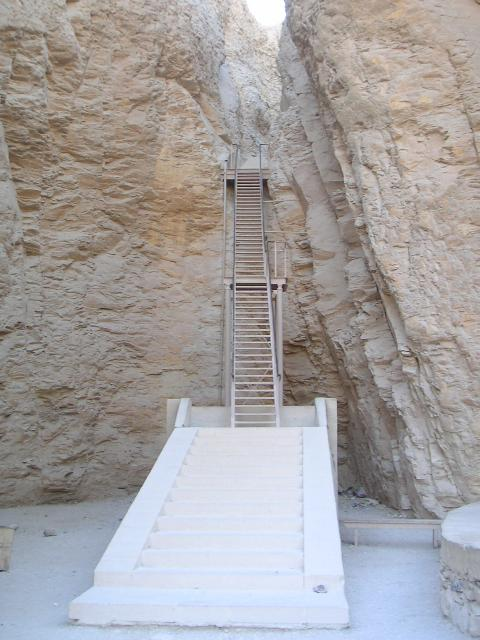
Vstup do KV34

KV34 (z anglického King’s Valley 34) je označení hrobky v Údolí králů, v níž byl uložen faraon Thutmose III.

## Historie
Hrobka KV34 je nejstarší z hrobek 18. dynastie přístupné v Údolí králů. Ke starším se také řadí KV38 (pravděpodobně Thutmose I.) a KV20 (Hatšepsutina), které ale nejsou veřejnosti přístupné. Tyto první hrobky mají buď několik zatočených chodeb, nebo půdorys, jehož osa se před pohřební komorou stáčí do pravého úhlu. Tato podoba má odrážet představu cesty, již musel zesnulý podniknout na onen svět. U starších hrobek byly vyzdobeny jen některé místnosti. Obvykle se jednalo o komoru se šachtou a o pohřební komoru, ovšem i zde byla výzdoba pouze částečná. Výzdobu tvořily převážně texty a vyobrazení z knihy Amduat.
Hrobka se nachází v proláklině ve skalních útesech, vysoko nade dnem údolí. Tomuto netradičnímu umístění se přibližuje pouze hrobka Hatšepsut. V minulosti se do ní dalo dostat buď stezkou z vrcholu útesu, nebo schodištěm ze sušených cihel. Po pohřbu faraona však toto schodiště bylo zničeno. Dnes je přístupná po ocelovém schodišti. Vstup do hrobky se nachází asi 20 metrů od vrcholu schodiště.

### Objevení
K objevení hrobky došlo v roce 1898 a vyčištění provedl tehdejší ředitel Památkové služby Victor Loret. Již ve starověku došlo k jejímu vykradení a velké množství předmětů bylo odneseno do hrobky KV4, kde se při čištění v roce 1978 nalezly předměty se jménem Thutmose III. Mumie faraona byla z hrobky vyňata už ve starověku a přemístěna do hrobky TT320 v blízkosti Dér el-Bahrí.

## Popis
Od vstupu vede dvojice nezdobených chodeb spojených schodištěm do komory se šachtou, za níž následuje pilířová síň. Z pilířové síně se krátkým schodiště sestupuje do pohřební komory se čtveřicí vedlejších místností.

### Komora se šachtou
Komora je obdélného tvaru s hloubkou 7 metrů. Strop komory má modrou barvu a je vyzdoben žlutými hvězdami, na horním okraji se vlysem se znaky cheker.
Jaká byla funkce šachty, není dodnes přesně známo. Podle různých teorií se mělo jednat buď o ochranu před lupiči (spolu se zazděným vchodem do pilířové síně měla představovat nedokončenou hrobku), nebo o ochranu pohřební komory před vodou. Dnes se většina egyptologů přiklání k názoru, že šachta symbolizovala místo pohřbu boha Usira. Tuto teorii podporují i nálezy z mladších hrobek (např. KV35), kde jsou na dně šachty´vytvořené další komory.

### Pilířová síň
Jedná se o místnost se dvěma pilíři, umístěnými mimo střed místnosti. Stěny jsou vyzdobeny jmény 741 božstev, která můžeme najít v knize Amduat.

### Pohřební komora
Jedná se o místnost oválného půdorysu o rozměrech 14,6 × 8,5 metru a původně byl její tvar zamýšlen jako podoba kartuše. Stěny pokrývají scény a texty z knihy Amduat. Tím, že jsou vytvořeny černou a červenou barvou na světležlutém pozadí, mají napodobovat texty na svitku z papyru. Hieroglyfy a postavy jsou vyvedeny zběžným stylem, podobným jaký býval použit při záznamu na papyrus.

#### Vyobrazení z knihy Amduat
Kniha Amduat zde popisuje dvanáct hodin, přičemž první až čtvrtá jsou nakresleny na přední stěně komory, pátá a šestá na pravé, sedmá a osmá na levé a devátá až dvanáctá na zadní stěně. První hodina znázorňuje vstup do Podsvětí u Brány, která vše pohltí. Následně jsou popisovány osoby obývající onen svět a seznam 741 božstev, jenž začíná v pilířové síni. Druhá a třetí hodina popisuje pole onoho světa a bytosti, které jsou ozbrojeny noži, porážející tvory. Čtvrtá hodina zobrazuje pouštní krajinu Rosecau, Zemi Sokora. Jedná se o místo plné hadů a temnoty. Čtvrtou a přes pátou hodinu je po pustině temnoty a žízně mužskými a ženskými postavami tažena sluneční bárka. V šesté hodině dosáhlo Slunce v podobě skarabea půlnoci. Dochází ke spojení Rea a Usira a král oživuje své předky. V sedmé hodině se had Apop pokouší o zadržení Slunce, ale následně jej porážejí Eseta, Sutech a Selketa. V osmé a deváté hodině dochází k otevření bran pěti jeskyní Reem a také jsou jím oblékáni spravedliví zemřelí. Desátá hodina znázorňuje obdélnou nádrž s těly utonulých a ačkoliv u nich nebyl možný obvyklý pohřeb, jsou Horem dopraveni na onen svět. V jedenácté knize začíná úsvit a celý cyklus uzavírá dvanáctá kniha, ve které 12 mužů a 13 žen táhne bárku blažených mrtvých na denní světlo. Zároveň se Slunce v podobě skarabea spojuje se Šuem, bohem vzduchu.

#### Sarkofág
Sarkofág, jenž má tvar kartuše, je uložený v pohřební komoře a vyrobili jej z křemence. Ačkoliv má červenou barvu, vytesán byl ze žlutého křemence. Po natření měl napodobovat červenou žulu. Stěny sarkofágu zdobí postavy faraona a různých božstev.

### Vedlejší místnosti pohřební komory
Čtyři vedlejší místnosti byly vytvořeny vedle pohřební komory a sloužily k uložení pohřební výbavy. Některé strany pilířů jsou vyzdobeny scénami a texty Hymnu na Rea. Tento text opěvuje boha Rea a spojuje jej s faraonem. Na levé straně prvního pilíře je znázorněna scéna, v níž je Thutmose III. kojen Esetou, která je vyobrazena jako bohyně stromoví. Esetino prso se zde vynořuje z větví sykomory a bohyně jej podává králi. Nalevo od vyobrazení je větší postava faraona, jenž tak sleduje sám sebe, jak je kojen.

Údolí králů – KV34
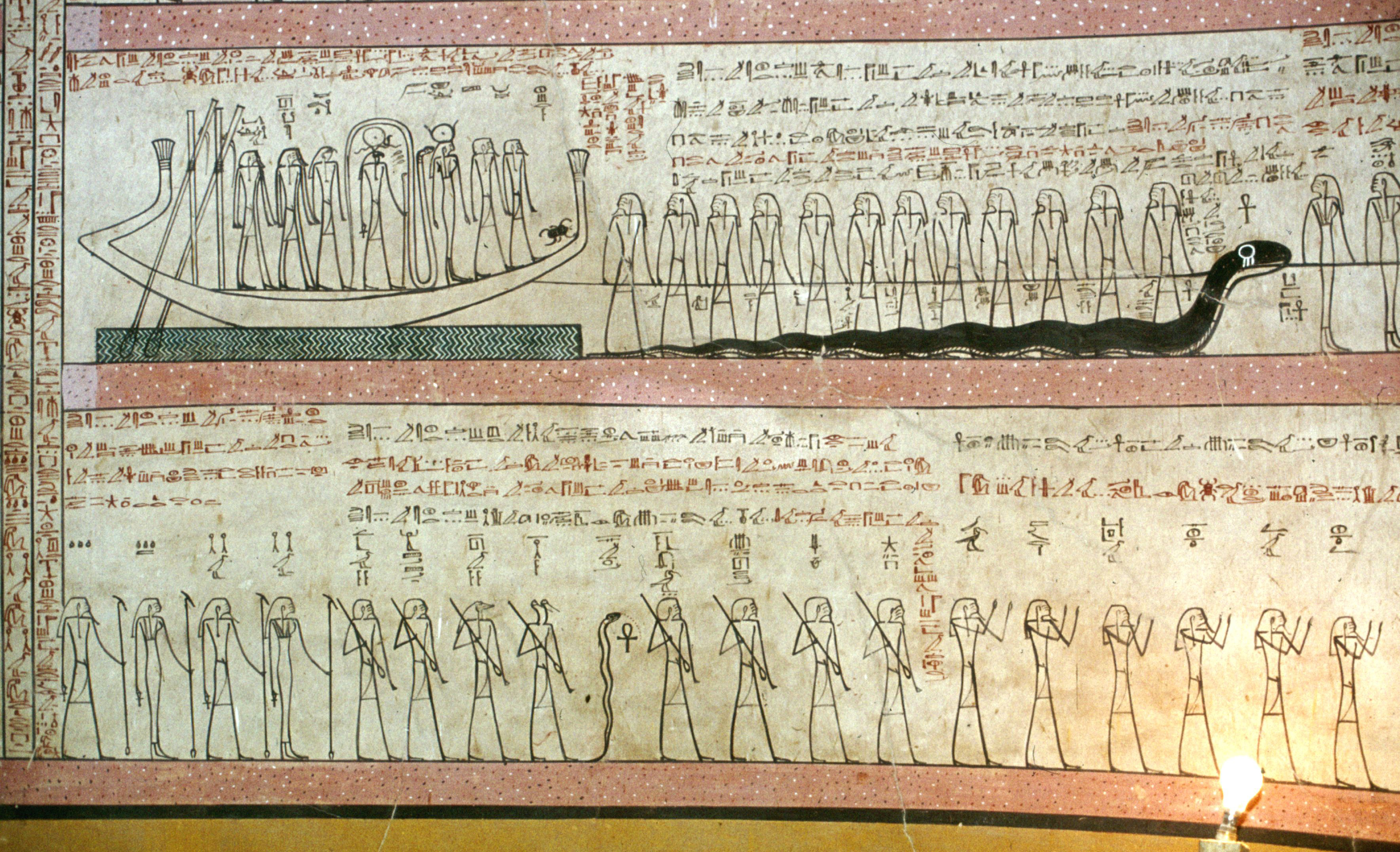
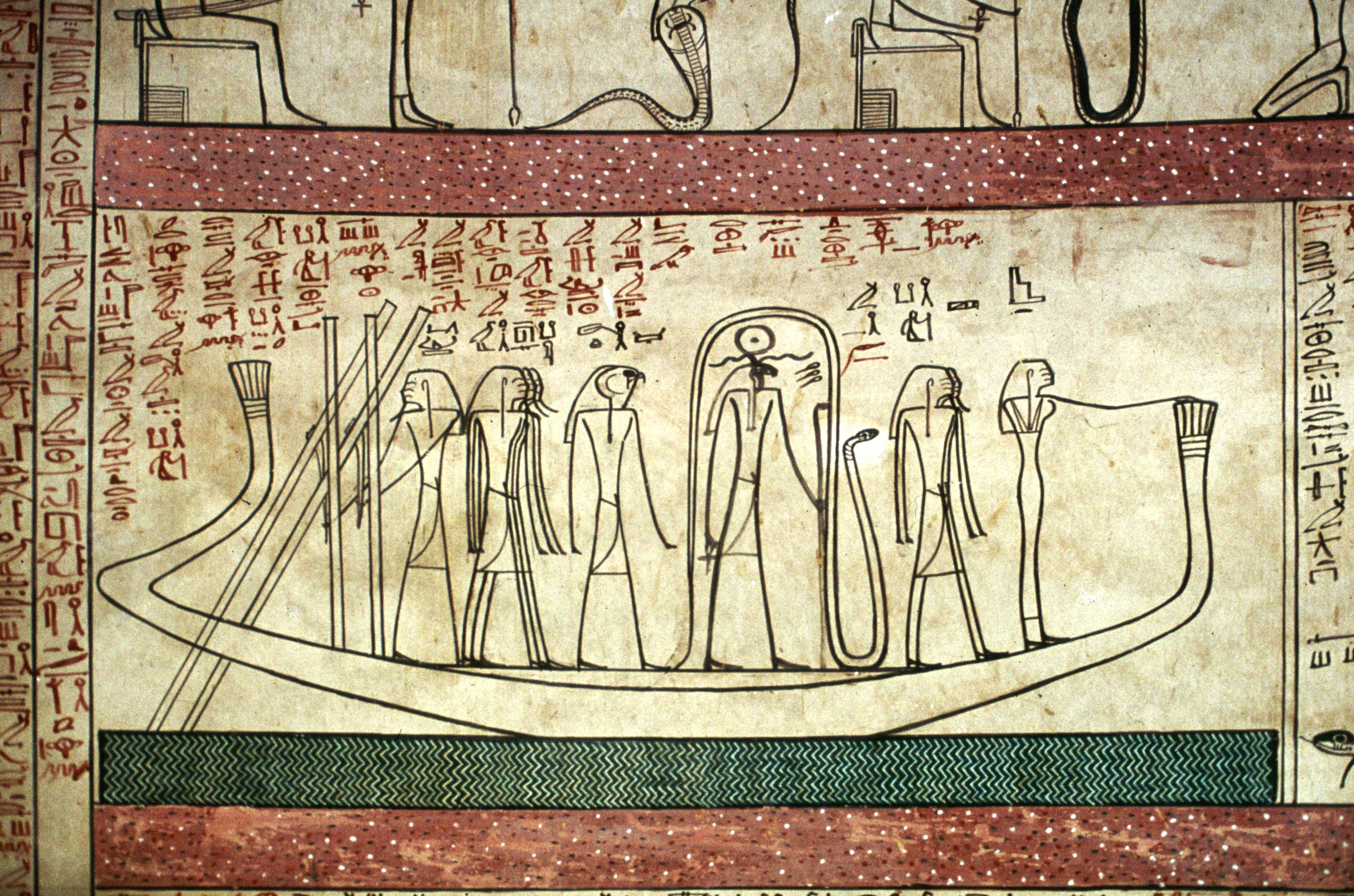
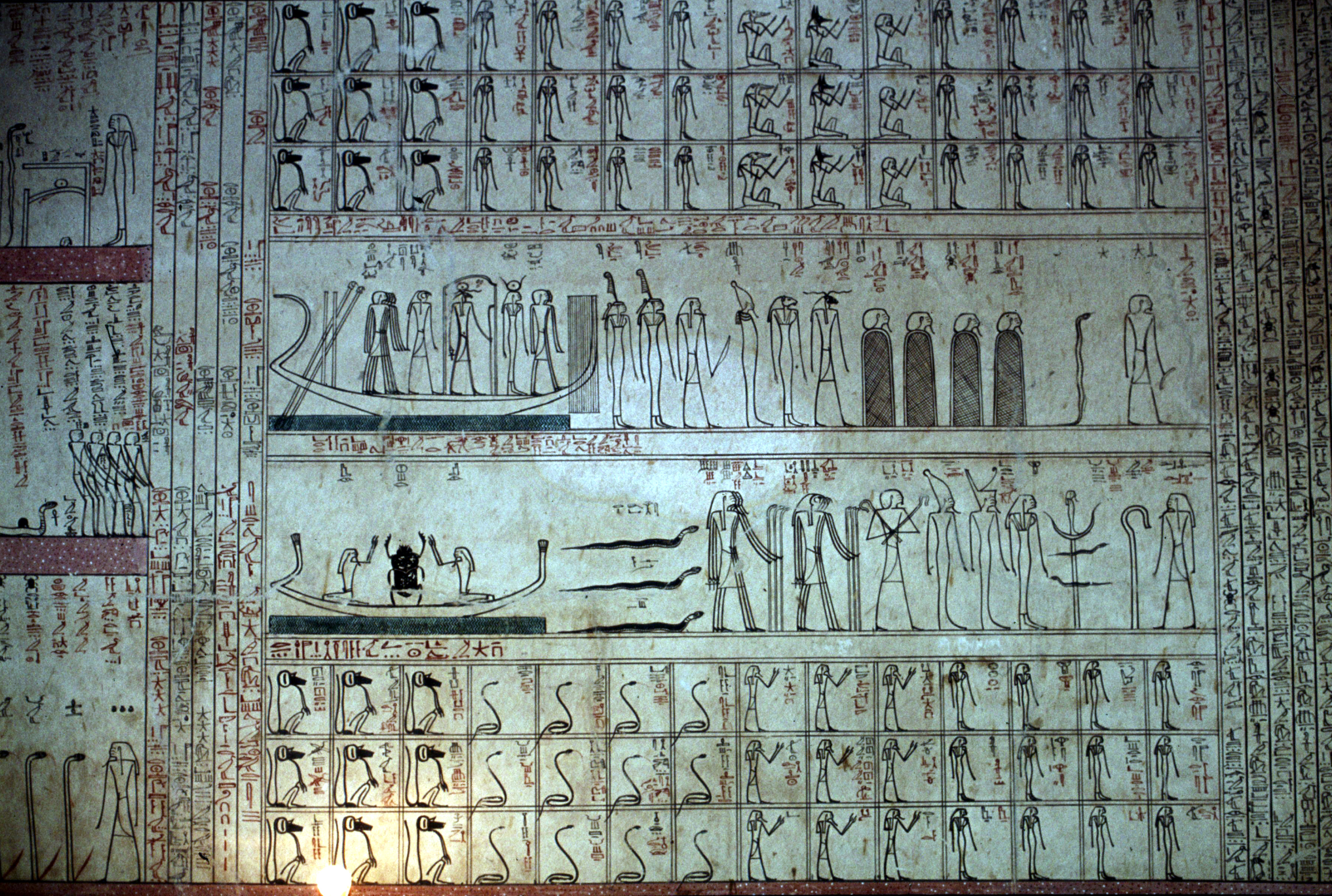
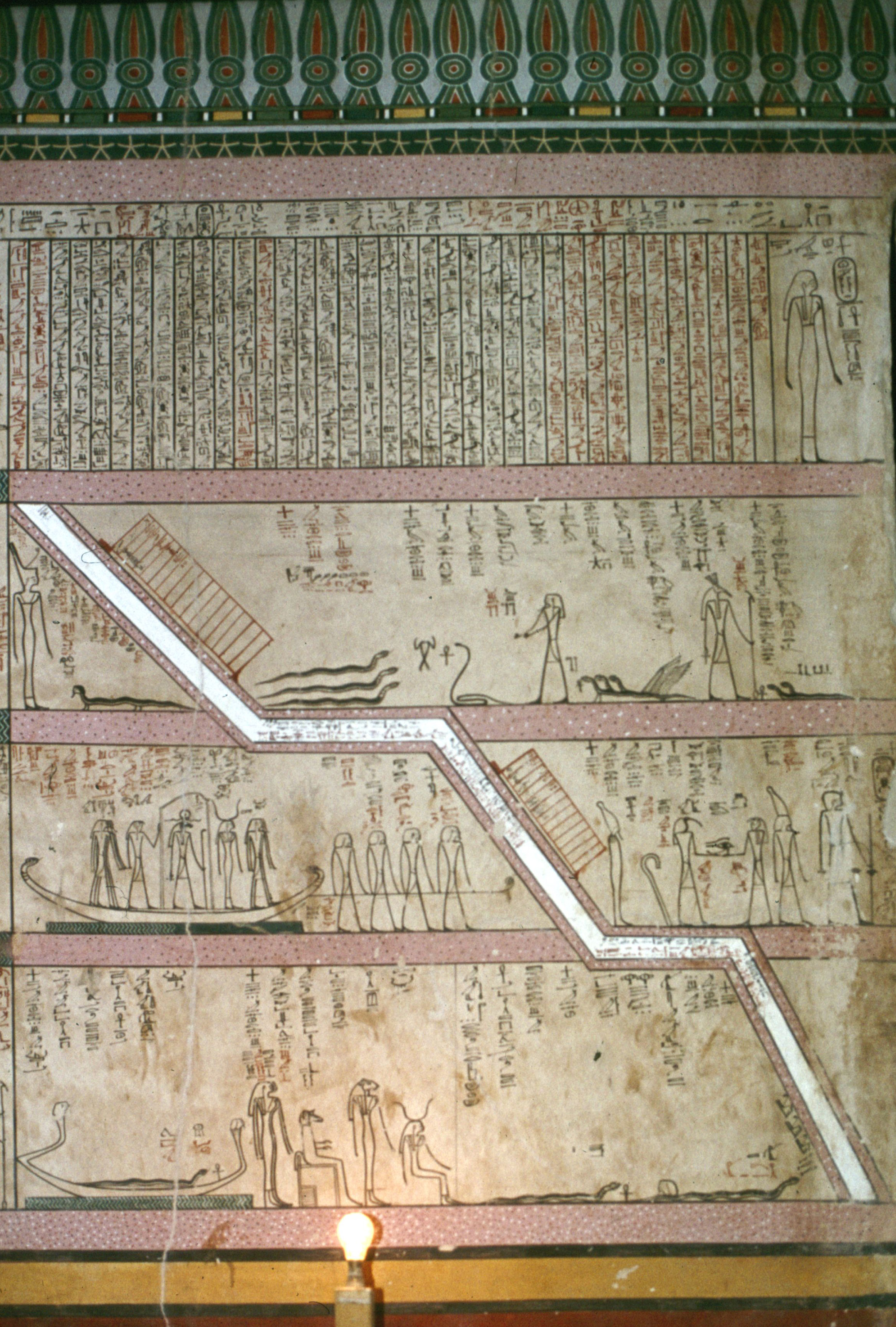
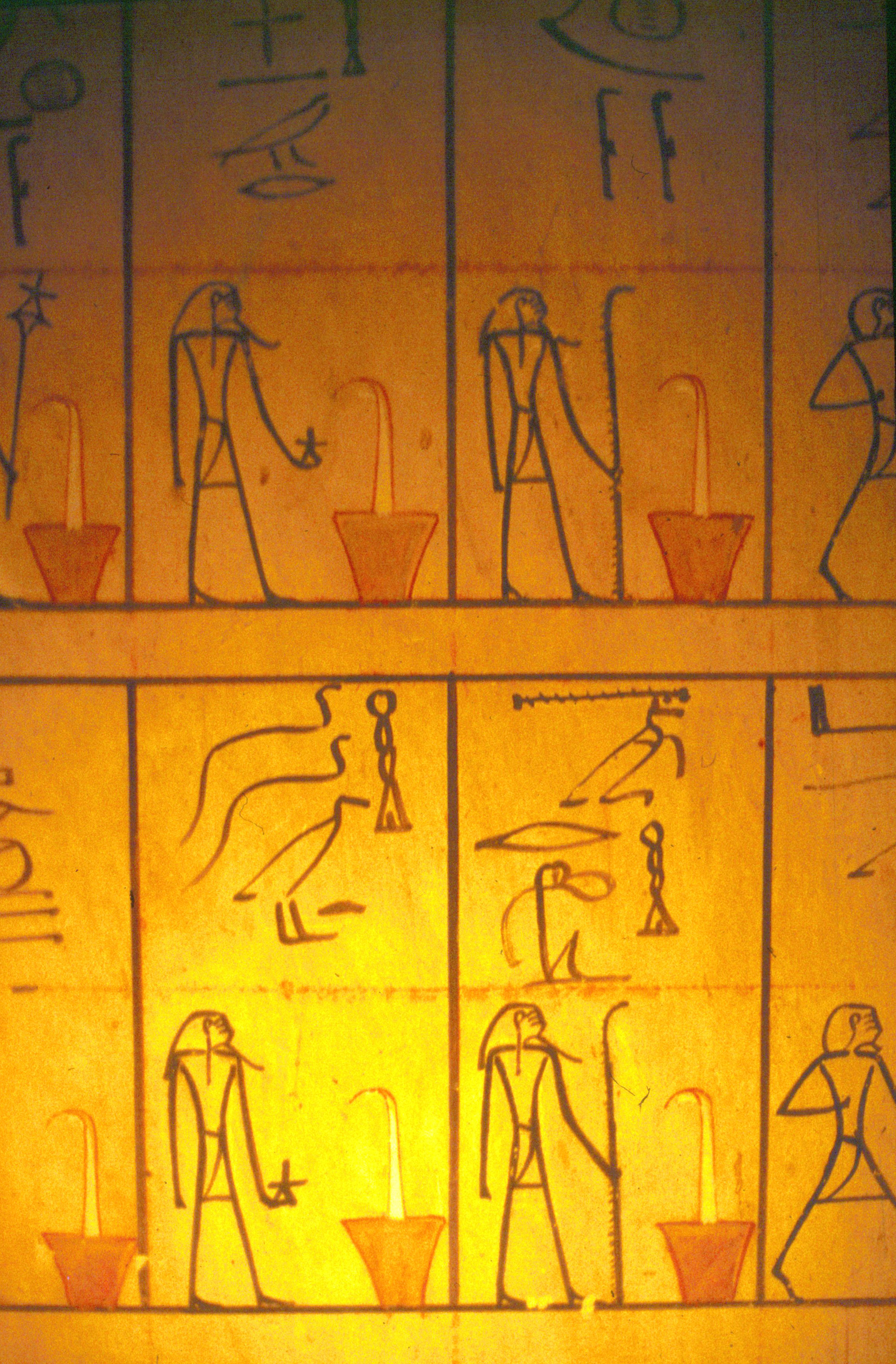
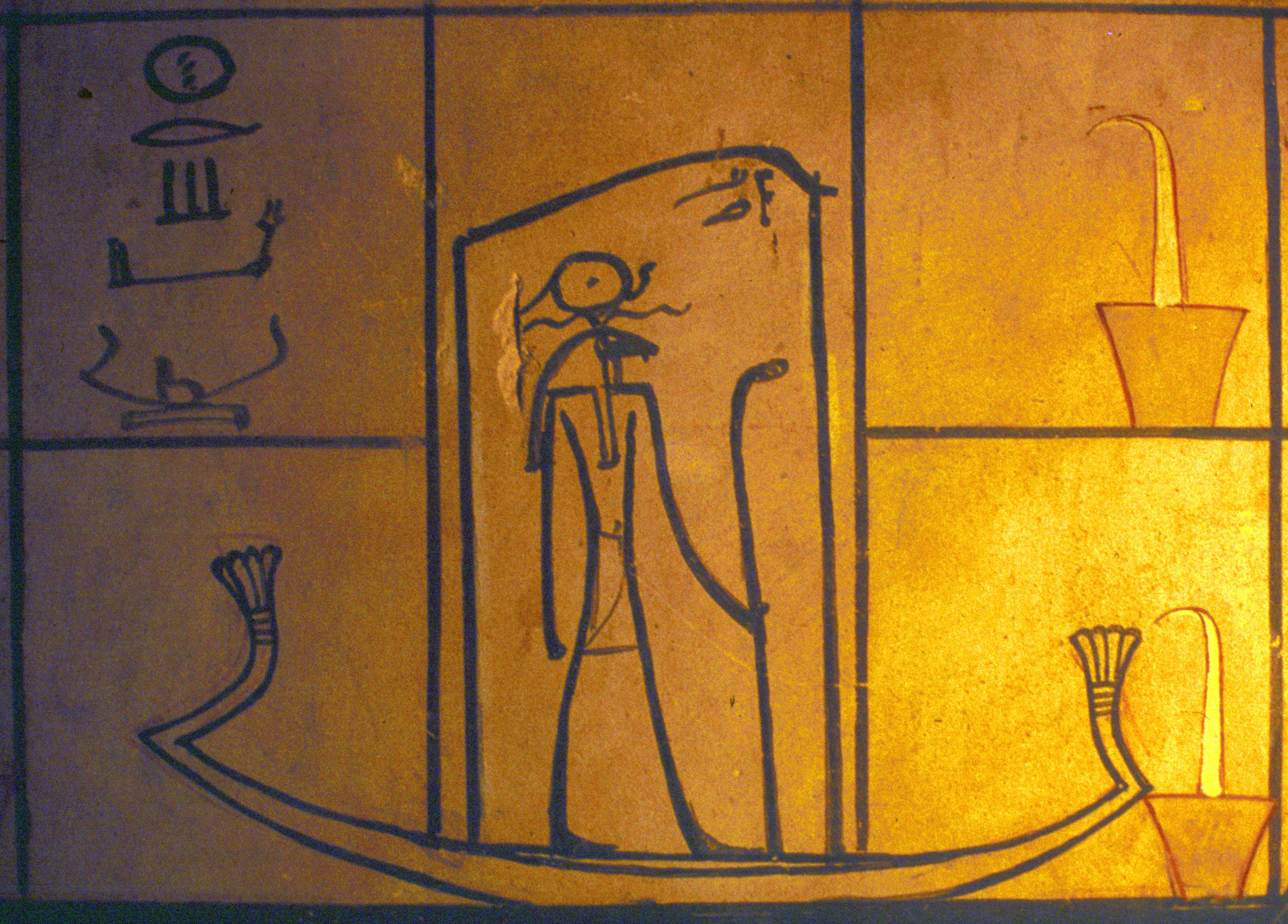
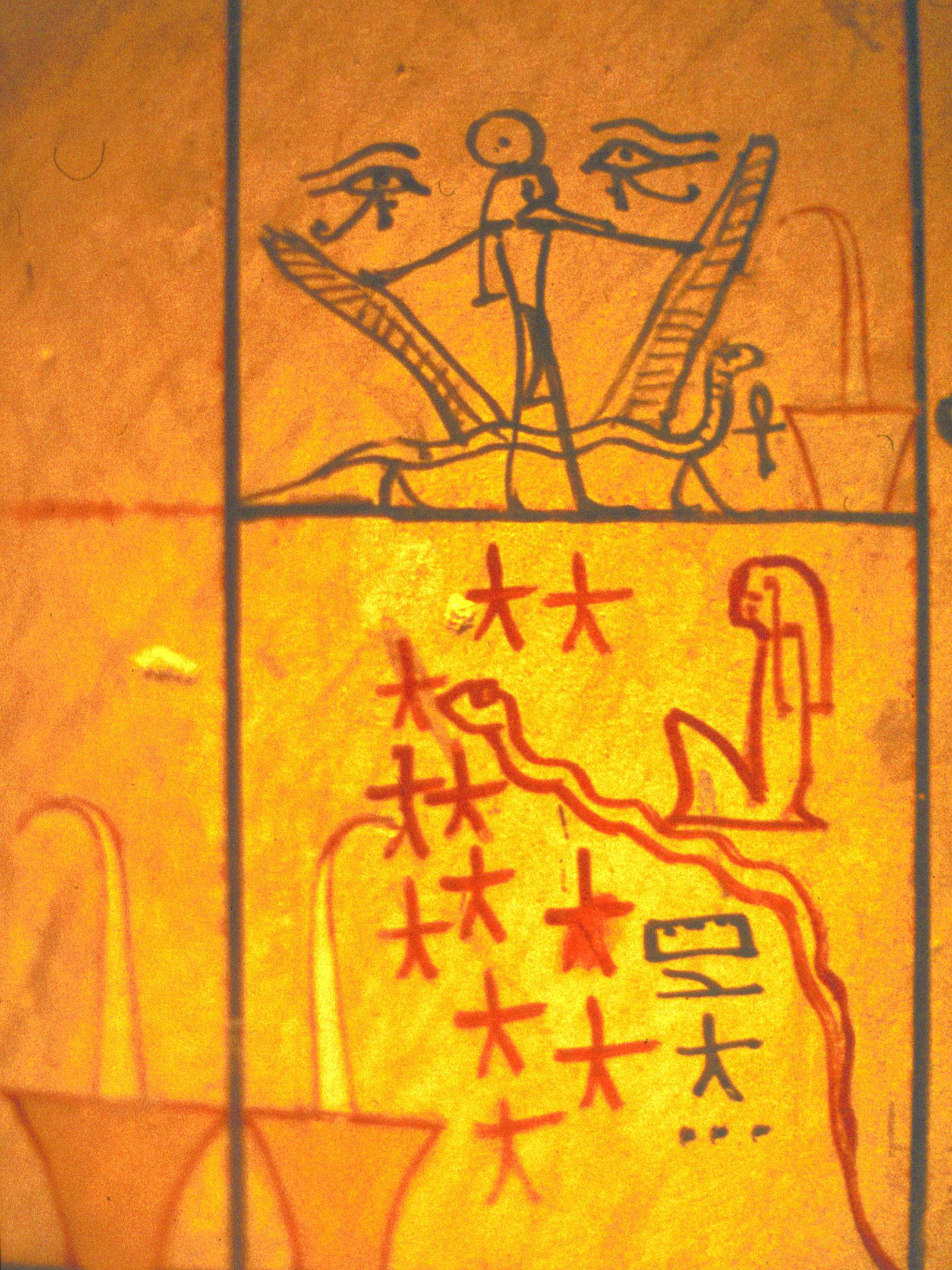